# Тайское приветствие
Тайское приветствие вай (на тайск. ไหว้, транскрипция: wai) представляет собой поклон головы со сложенными руками на уровне груди. Используется не только в качестве приветствия, но и при выражении благодарности и оказании почтения.

## Виды приветствия

### Простой вай
Вай простой, положение стоя, сидя, лежа и во время движения.
Люди одного социального статуса приветствуют друг друга, сложив ладони на уровне груди, пальцы направлены вверх, параллельно телу, большие пальцы касаются груди, голова наклоняется так, чтобы кончиком носа коснуться средних пальцев сложенных вместе ладоней.
При приветствии людей с высоким социальным статусом ладони поднимаются чуть выше, кончики больших пальцев упираются в подбородок, кончики указательных пальцев касаются кончика носа.
Приветствие родителям, монахам, людям с высоким статусом (пожилым, уважаемым людям) — большие пальцы рук прижимаются к носу.
Почести королю, Будде — большие пальцы прижимаются ко лбу, высокий вай.
Во всех случаях локти должны быть прижаты к телу. Опускают руки медленно.
Младший по возрасту должен первым делать вай. Человек, которому сделан вай со стороны более молодого, делает ответный вай не выше уровня груди. Если он очень стар или его социальный статус слишком высок, он не делает ответный вай, а отвечает легким кивком головы или поднимает правую руку. Это называется «получение вай», рап вай. Также монахи никогда не отвечают ваем на приветствие, даже если это приветствие короля — лишь рап вай, легкий поклон головы и выражение доброжелательности (допустимо торжественное выражение лица монаха).
Если здороваются разные по статусу и возрасту люди, напр. принц и пожилой человек, то первым протягивает руку пожилой (почти что на европейский манер, поддерживая левой рукой правую). После рукопожатия младший (принц в данном случае) делает ответный вай.
Никогда не делают вай и не отвечают им детям.
Жест вай выше уровня лба — удел сирых и убогих, просящих милостыню.
Принимая что-либо от старшего, делают вай и до, и после приема вещи. Прося прощения или милости, также сопровождают просьбу движением вай.
Проходя мимо храма, дерева, обмотанного лентами (символ Будды), также делают вай.

### Крап
Более сложная форма приветствия — крап и моп крап.
Крап — человек опускается на колени, бедра опираются на пятки. Руки из положения вай у груди поднимаются ко лбу и касаются его. Затем руки опять опускаются до уровня груди, после чего сначала правая, а потом левая рука ставятся на пол ладонями вниз, параллельно. Голова опускается в поклоне, лоб должен коснуться пола. Затем корпус выпрямляется, поднимается сначала правая рука до уровня груди, затем левая, образуя сложенные лотосом ладони. Делается три раза.
Распространена «легкая» форма этого крапа, используемая в храмах.
Женский вид крапа отличается от мужского лишь позицией ног.
Ещё один крап — одновременная постановка ладоней на пол, начиная с жеста «бутон лотоса» от уровня груди. Далее — поклон, как в предыдущем пункте.

### Моп крап
Разновидность моп крап приемлема при приветствии короля и членов королевской семьи, этим выражается глубочайшее уважение к именитым персонам. Делается так: становимся на колени, руки в «бутоне лотоса» поднимаются вверх, затем резко «роняются» на пол. Совершается поклон с касанием лбом больших пальцев рук. Делается один раз.
Ещё один моп крап: сидя с согнутой спиной опираемся на правый или левый локоть, слегка согнувшись в бок. Руки в «бутоне лотоса» поднимаются вверх, и опускаются на пол одновременно с поклоном, лоб касается больших пальцев рук.
Моп крап обычно выполняют дети после долгой разлуки с родителями, также выражают высшее почтение учителю (за исключением девочек) и при выносе из дома тела умершего родителя. Иногда моп крап применяют во время посвящения в монахи, при принесении извинений за оскорбление, во время визитов к особо уважаемым людям. В последнем случае моп крап сопровождается подношением благовоний, свечей, чаши с цветком на подносе. Тут моп крап совершается трижды.
Полная распростертость (индийский вариант) в Таиланде не прижилась.

## Галерея

Женский вид крап, позиция 2
Женский вид крап, позиция 3
Женский вид крап, позиция 4
Крап, положение ног для мужчин
Крап, свободная поза для мужчин и обязательная (вежливая) для женщин
Крап, Допустимая свободная поза для мужчин (например, в храмах)